# 1483
Пізнє Середньовіччя •  Відродження •  Реконкіста •  Ганза •  Ацтецький потрійний союз •  Імперія інків

## Геополітична ситуація
Османську державу очолює Баязид II (до 1512). Імператором Священної Римської імперії є Фрідріх III. У Франції королює Карл VIII Люб'язний (до).
Апеннінський півострів розділений: північ належить Священній Римській імперії, середню частину займає Папська область, південь належить Неаполітанському королівству. Могутніми державними утвореннями півночі є Венеційська республіка, Флорентійська республіка, Генуезька республіка та герцогство Міланське.
Кастилія і Леон та Арагонське королівство об'єдналися в Іспанське королівство, де правлять католицькі королі Фердинанд II Арагонський (до 1516) та Ізабелла I Кастильська (до 1504).
В Португалії королює Жуан II (до 1495). Під владою маврів залишилися тільки землі на самому півдні Піренейського півострова.
Річард III є королем Англії (до 1485), королем Данії та Норвегії — Юхан II (до 1513), Швецію очолює регент Стен Стуре Старший (до 1497). Королем Угорщини є Матвій Корвін (до 1490), а Богемії — Владислав II Ягелончик. У Польщі королює, а у Великому князівстві Литовському княжить Казимир IV Ягеллончик (до 1492).
Галичина входить до складу Польщі. Волинь належить Великому князівству Литовському. Московське князівство очолює Іван III Васильович (до 1505).
На заході євразійських степів від Золотої Орди відокремилися Казанське ханство, Кримське ханство, Ногайська орда. У Єгипті панують мамлюки. У Китаї править династія Мін. Значними державами Індостану є Делійський султанат, Бахмані, Віджаянагара. В Японії триває період Муроматі.
У Долині Мехіко править Ацтецький потрійний союз на чолі з Тісоком (до 1486). Цивілізація майя переживає посткласичний період. В Імперії інків править Тупак Юпанкі (до 1493).

## Події
- 9 квітня, після смерті 41 річного англійського короля Едуарда IV, першого з династії Йорків, на престол зійшов його 12-річний син Едуард V. Однак 26 квітня регент неповнолітнього монарха Річард Глостерський здійснив двірцевий переворот і проголосив себе новим королем Англії під іменем Річард III.
  - Перше повстання проти Річарда III зазнало невдачі, а його очільника Генрі Стаффорда страчено.
- 9 серпня у Сикстинській капелі відслужено першу месу.
- Королем Франції став Карл VIII Люб'язний при регентстві сестри Анни.
- Папа римський Сікст IV призначив Томаса Торквемаду Великим інквізитором.
- Данського короля Ганса Ольденбурга проголошено також королем Норвегії.
- Королевою Наварри стала Катрін де Фуа.
- Турецький султан Баязид II та угорський король Матвій Корвін уклали перемир'я на п'ять років.

## У науці
- 7 лютого Юрій Дрогобич видав у Римі у друкарні Еухаріуса Зільбера книгу «Прогностична оцінка поточного 1483 року» (Iudicium pronosticon Anni M.cccc.lxxxiii) (інакше «Прогностик…») — першу друковану книгу українського автора.

## Народились
- 15 лютого — Бабур (Захіреддін Мухаммед), правитель Фергани, завойовник Індії, засновник імперії Великих Моголів (1526).